# Copa Libertadores Femenina 2012
Copa Libertadores Femenina 2012 diễn ra tại Brasil từ 15 tháng 11 tới 25 tháng 11 năm 2012. Colo Colo là đội vô địch của giải.

## Vòng bảng

### Bảng A
| Đội                    | Tr | T | H | B | BT | BB | HS  | Đ |
| ---------------------- | -- | - | - | - | -- | -- | --- | - |
| Foz Cataratas          | 3  | 3 | 0 | 0 | 12 | 4  | 8   | 9 |
| Deportivo Quito        | 3  | 2 | 0 | 1 | 7  | 7  | 0   | 6 |
| Formas Íntimas         | 3  | 1 | 0 | 2 | 8  | 6  | +2  | 3 |
| Universidad Santa Cruz | 3  | 0 | 0 | 3 | 4  | 14 | –10 | 0 |

| Deportivo Quito               | 2 – 1   | Formas Íntimas   |
| ----------------------------- | ------- | ---------------- |
| Kerly 26' · Mónica Rebeca 53' | Báo cáo | Lady Andrade 76' |

| Foz Cataratas                                                        | 5 – 1   | Universidad Santa Cruz |
| -------------------------------------------------------------------- | ------- | ---------------------- |
| Andressa 5', 78' (p) · Thaysa 20' · Daiane Moretti 41' · Giovana 73' | Báo cáo | Janeth 21'             |

| Deportivo Quito                                                    | 4 – 2   | Universidad Santa Cruz |
| ------------------------------------------------------------------ | ------- | ---------------------- |
| Mayra Fabíola 2' · Gillians 10' · Monica Rebeca 41' · Jeannine 55' | Báo cáo | Erica 52' · Moroni 78' |

| Foz Cataratas                | 3 – 2   | Formas Íntimas                          |
| ---------------------------- | ------- | --------------------------------------- |
| Daiane Moretti 13', 39', 55' | Báo cáo | Jennifer 22' (p) · Paula Botero 90' (p) |

| Foz Cataratas                                              | 4 – 1   | Deportivo Quito   |
| ---------------------------------------------------------- | ------- | ----------------- |
| Daiane Moretti 18', 32' · Bruna Benites 24' · Andressa 41' | Báo cáo | Monica Rebeca 48' |

| Universidad Santa Cruz | 1 – 5 | Formas Íntimas                                                       |
| ---------------------- | ----- | -------------------------------------------------------------------- |
| Méndez 68'             |       | Ospina 12' · Botero 24' · Nayla Imbachi 45' · Yisela Cuesta 55', 76' |

### Bảng B
| Đội          | Tr | T | H | B | BT | BB | HS  | Đ |
| ------------ | -- | - | - | - | -- | -- | --- | - |
| São José     | 3  | 2 | 1 | 0 | 10 | 1  | +9  | 7 |
| Boca Juniors | 3  | 2 | 1 | 0 | 7  | 4  | +3  | 7 |
| Caracas      | 3  | 1 | 0 | 2 | 3  | 3  | 0   | 3 |
| Nacional     | 3  | 0 | 0 | 3 | 2  | 14 | –12 | 0 |

| Boca Juniors             | 2 – 1   | Caracas     |
| ------------------------ | ------- | ----------- |
| Ojeda 15' · Manciler 78' | Báo cáo | Bandres 59' |

| São José                                                                              | 8 – 0   | Nacional |
| ------------------------------------------------------------------------------------- | ------- | -------- |
| Giovânia 3' · Cristiane 6', 32', 63', 76' · Formiga 20' · Priscilinha 58' · Alana 87' | Báo cáo |          |

| Boca Juniors                                                                   | 4 – 2   | Nacional                                   |
| ------------------------------------------------------------------------------ | ------- | ------------------------------------------ |
| Yael Oviedo 22' · Rosana Gómez 47' · Soledad Jaimes 50' · Ludmila Manicler 86' | Báo cáo | Florencia Garrido 45' · Juliana Castro 88' |

| São José          | 1 – 0   | Caracas |
| ----------------- | ------- | ------- |
| Cristiane 59' (p) | Báo cáo |         |

| São José      | 1 – 1   | Boca Juniors     |
| ------------- | ------- | ---------------- |
| Cristiane 79' | Báo cáo | Eva González 55' |

| Nacional | 0 – 2   | Caracas               |
| -------- | ------- | --------------------- |
|          | Báo cáo | Karla Torres 26', 51' |

### Bảng C
| Đội                  | Tr | T | H | B | BT | BB | HS  | Đ |
| -------------------- | -- | - | - | - | -- | -- | --- | - |
| Vitória              | 3  | 2 | 1 | 0 | 13 | 1  | +12 | 7 |
| Colo Colo            | 3  | 2 | 1 | 0 | 14 | 3  | +11 | 7 |
| Universidad Autonoma | 3  | 1 | 0 | 2 | 3  | 7  | –4  | 3 |
| Sport Girls          | 3  | 0 | 0 | 3 | 1  | 20 | –19 | 0 |

| JC Sport Girls | 0 – 2   | Universidad Autonoma                     |
| -------------- | ------- | ---------------------------------------- |
|                | Báo cáo | Verónica Riveros 87' · Irma Cuevas 90+1' |

| Vitória  | 1 – 1   | Colo Colo            |
| -------- | ------- | -------------------- |
| Zizi 47' | Báo cáo | Estefanía Banini 17' |

| Sport Girls       | 1 – 10  | Colo Colo |
| ----------------- | ------- | --- |
| Liliana Neyra 41' | Báo cáo | Guerrero 22' · Karen Araya 45+2' (p), 89' · Francisca Lara 48' · Yusmery Ascanio 56', 59' · Estefanía Banini 58', 90+2' · Yanara Aedo 69' · Quezada 70' |

| Vitória                                            | 4 – 0   | Universidad Autonoma |
| -------------------------------------------------- | ------- | -------------------- |
| Giovanna 22' · Thaisinha 28', 44' · Chú Santos 86' | Báo cáo |                      |

| Vitória                                                                                        | 8 – 0   | Sport Girls |
| ---------------------------------------------------------------------------------------------- | ------- | ----------- |
| Chú Santos 3', 14', 80' · Cida 10' · Baiana 31' · Patrícia 35' · Lili Bala 59' · Thaisinha 60' | Báo cáo |             |

| Colo Colo                                                     | 3 – 1   | Universidad Autonoma |
| ------------------------------------------------------------- | ------- | -------------------- |
| Francisca Lara 32' (p) · Villamayor 37' · Yusmery Ascanio 39' | Báo cáo | Johana Galeano 57'   |

### Xếp hạng đội thứ hai
| Bg | Đội             | Tr | T | H | B | BT | BB | HS  | Đ |
| -- | --------------- | -- | - | - | - | -- | -- | --- | - |
| C  | Colo Colo       | 3  | 2 | 1 | 0 | 14 | 3  | +11 | 7 |
| B  | Boca Juniors    | 3  | 2 | 1 | 0 | 7  | 4  | +3  | 7 |
| A  | Deportivo Quito | 3  | 2 | 0 | 1 | 7  | 7  | 0   | 6 |

## Vòng đấu loại trực tiếp

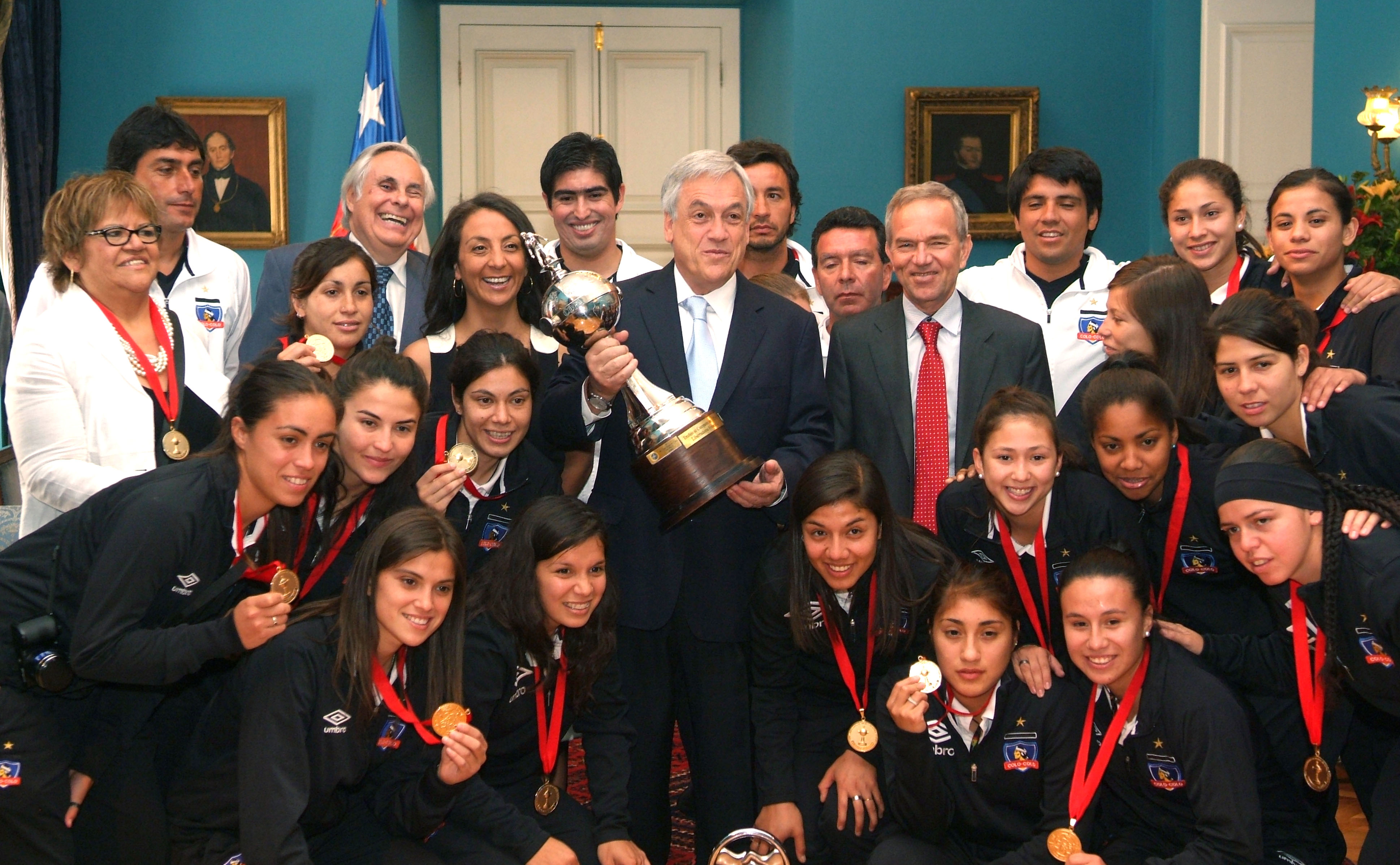
Tổng thống Chile Sebastián Piñera cầm chiếc cúp vô địch Libertadores cùng cầu thủ đội Colo-Colo.

|  | Bán kết              | Bán kết   |                      |       | Chung kết | Chung kết |
|  |                      |           |                      |       |           |           |
|  | 23 tháng 11 năm 2012 |           |                      |       |           |           |
|  |                      |           |                      |       |           |           |
|  | Foz Cataratas        | 1 (4)     |                      |       |           |           |
|  | Foz Cataratas        | 1 (4)     | 25 tháng 11 năm 2012 |       |           |           |
|  | São José             | 1 (3)     |                      |       |           |           |
|  | São José             | 1 (3)     | Foz Cataratas        | 0 (2) |           |           |
|  | 23 tháng 11 năm 2012 |           | Foz Cataratas        | 0 (2) |           |           |
|  |                      | Colo Colo | 0 (4)                |       |           |           |
|  | Vitória              | Colo Colo | 0 (4)                | 3     |           |           |
|  | Vitória              |           |                      | 3     |           |           |
|  | Colo Colo            | 4         |                      |       |           |           |
|  | Colo Colo            | 4         | Tranh hạng ba        |       |           |           |
|  |                      |           |                      |       |           |           |
|  | 25 tháng 11 năm 2012 |           |                      |       |           |           |
|  |                      |           |                      |       |           |           |
|  | São José             | 1         |                      |       |           |           |
|  | São José             | 1         |                      |       |           |           |
|  | Vitória              | 0         |                      |       |           |           |

### Bán kết
| Foz Cataratas                                   | 1 – 1 (s.h.p.) | São José                                    |
| ----------------------------------------------- | -------------- | ------------------------------------------- |
| Andressa 60'                                    | Báo cáo        | Giovânia 74'                                |
| Loạt sút luân lưu                               |                |                                             |
| Nenê · Bia · Andressa · Rilany · Daiana Moretti | 4–3            | Fran · Cristiane · Alanna · Dana · Gislaine |

| Vitória                             | 3 – 4   | Colo Colo                                                                      |
| ----------------------------------- | ------- | ------------------------------------------------------------------------------ |
| Chú Santos 26' · Thaisinha 59', 78' | Báo cáo | Yusmery Ascanio 6' · Karen Araya 10' · Yanara Aedo 37' · Gloria Villamayor 80' |

### Tranh hạng ba
| São José      | 1 – 0 | Vitória |
| ------------- | ----- | ------- |
| Cristiane 69' |       |         |

### Chung kết
| Foz Cataratas                  | 0 – 0 | Colo Colo                                                       |
| ------------------------------ | ----- | --------------------------------------------------------------- |
|                                |       |                                                                 |
| Loạt sút luân lưu              |       |                                                                 |
| Nenê · Bia · Andressa · Rilany | 2–4   | Claudia Soto · Francisca Lara · Karen Araya · Gloria Villamayor |